# Топали (река)
Топали — река в Красноярском крае России.

## Общая информация
Протекает по территории Эвенкийского района. Исток образуется слиянием рек Правые Топали и Левые Топали юго-восточнее озера Биличаны на высоте 504 м над уровнем моря. В верховьях течёт на юго-восток, после впадения реки Хоекта направление меняется на восточное. Русло в верховьях заболочено. Преимущественно протекает по лиственнично-берёзовому редколесью. Впадает в реку Виви в 245 км от её устья по правому берегу на высоте менее 210 м над уровнем моря. Ширина в нижнем течении — 61 м при глубине 0,8 м; скорость течения в низовьях — 0,5 м/с. 
Длина реки составляет 102 км, площадь водосборного бассейна — 1400 км². Населённых пунктов на реке нет.
Основной приток — река Хоекта (правый).

## Данные водного реестра
По данным государственного водного реестра России и геоинформационной системы водохозяйственного районирования территории РФ, подготовленной Федеральным агентством водных ресурсов:
- Бассейновый округ — Енисейский
- Речной бассейн — Енисей
- Речной подбассейн — Нижняя Тунгуска
- Водохозяйственный участок — Нижняя Тунгуска от в/п посёлка Тура до в/п посёлка Учами
- Код водного объекта — 17010700312116100083570